# نبرد حلب (۲۰۱۲–۲۰۱۶)
نبرد حلب (به عربی: معركة حلب) به رویارویی نظامی در حلب بزرگ‌ترین شهر سوریه گفته می‌شود که میان نیروهای اپوزیسیون سوریه و بر ضد دولت و ارتش سوریه از ۱۹ ژوئیه ۲۰۱۲ آغاز شد  و با پیروزی قاطع دولت سوریه و متحدان آنها به پایان رسید و بخشی از جنگ داخلی سوریه بود.

## پیش زمینه
در سال ۲۰۱۱ میلادی، حلب بزرگترین شهر سوریه با جمعیتی بالغ بر ۲٫۵ میلیون نفر بود. حلب بعنوان یکی از سایت‌های میراث فرهنگی یونسکو، توسط نشریه تایم به عنوان مرکز تجاری سوریه نیز معرفی شد. دیانا دارک نوشته‌است که حلب یک شهر چند فرهنگی است، متشکل از اقوام عرب، کرد، ایرانی، ترکمن، ارمنی و چرکس. در این شهر کلیساها و مساجد متعددی نیز وجود دارد.
اعتراضات در سطح ملی علیه دولت بشار اسد از تاریخ ۱۵ مارس ۲۰۱۱ شروع شد که به عنوان بخشی از بهار عربی بود. اعتراضات ضد دولتی در چندین منطقه حلب در ۱۲ اوت ۲۰۱۱ از جمله منطقه ساخور حلب برگزار شد. در جریان تظاهرات در ساخور با حضور ده‌ها هزار نفر از افراد معترض، حداقل دو نفر از معترضین به ضرب گلوله کشته شدند. اعتراضات گسترده منظم در ماه مه ۲۰۱۲ در حلب آغاز شد. در این دوره، دولت تظاهرات‌های سازمان یافته‌ای نیز برای حمایت از خود به راه انداخت. حلب عاری از درگیری و عمدتاً پشتیبان دولت بود. ۱۶ ماه بعد، یعنی از ۲۲ ژوئیه ۲۰۱۲ جنگ حلب آغاز شد زمانی که گروه‌های شورشی از روستاهای مجاور به حلب نفوذ کردند، دولت با بمباران‌های سنگین شهر واکنش نشان داد. در ۱۶ فوریه ۲۰۱۲ مجمع عمومی سازمان ملل متحد قطعنامه ای را با ۱۳۷ رای موافق، ۱۲ مخالف و ۱۷ ممتنع تصویب کرد و از دولت سوریه خواست تا «فوراً به تمام نقض حقوق بشر و حملات علیه غیر نظامیان پایان دهد.»

## گروه‌های درگیر
- جبهه النصره (جبهه فتح الشام): که مورد حمایت ترکیه و قطر است[۱۳][۱۴] و رهبری آن برعهده فردی به نام احمد الشرع است.[۱۵]
- احرار الشام
- ارتش آزاد سوریه
- گروه تیپ توحید: این گروه از حمایت قطر برخوردار است. این گروه با همدستی چند گروه دیگر تعدادی از نیروهای ارتش سوریه را از بیمارستان الکندی شهر حلب ربود و اعدام کرد.
- جنبش "نور الدین الزنکی": که در میان نیروهای آن، تعداد زیادی از اتباع منطقه چچن وجود دارد. این گروه بخشی از گروه ارتش آزاد سوریه (الجیش السوری الحر) محسوب می‌شود. این گروه در ژوئیه سال ۲۰۱۶ میلادی، یک نوجوان فلسطینی مبتلا به تالاسمی را به جرم همکاری با ارتش سوریه سر بُرید[۱۶][۱۷] و اقدام به ربودن دو کشیش ارتدکس استان حلب به نام‌های بولس یازجی و یوحنا ابراهیم کرد[۱۸] که سرنوشت آنها هنوز نامعلوم است. این گروه مورد حمایت آمریکا است.
- گروهک «پایداری کن» که یک گروه اسلام گرا است. این گروه نیز مورد حمایت ترکیه و قطر است.[۱۹]

## نقض آتش‌بس
در ۱۷ اردیبهشت ماه ۱۳۹۵، طبق توافق آمریکا و روسیه آتش‌بس در حلب و اطراف آن برقرار شد. این آتش‌بس ساعاتی بیش دوام نیاورد و گروه‌های مخالف دولت به شهرک خان طومان واقع در جنوب غرب حلب، حمله کردند. روزنامه «السفیر» چاپ لبنان با انتشار گزارشی دربارهٔ نقض گسترده آتش‌بس در حلب توسط عناصر تروریستی نوشت: جیش الفتح که ساختار آن اخیراً با همپیمانی دیگر گروه‌های بازسازی شده‌است، با حمله به منطقه استراتژیک خان طومان واقع در جنوب حلب، آتش‌بس را نقض کردند. به دنبال این تحولات، وزارت امور خارجه سوریه، با ارسال دو نامه به سازمان ملل متحد جنایت را محکوم کرد و خواستار مجازات عاملان این جنایت و کشورهای حامی جنایتکاران شد.

## پیروزی ارتش سوریه
در ۲۳ آذر ۱۳۹۵ خبرگزاری اسپوتنیک از آزادی کامل شهر حلب توسط ارتش سوریه خبر داد. به دنبال پیروزی ارتش سوریه در حلب، لیندسی گراهام، پیروزی «بشار اسد» در حلب را کابوس آمریکا خواند.
در پی آزادسازی شهر حلب و تخلیه آن از نیروهای مخالف و شبه نظامیان، بشار اسد اعلام داشت که پیروزی حلب، زمان را مبدل به تاریخ برای این شهر کرد. وی در پیامی ویدئویی، به اهمیت این پیروزی اشاره کرد و گفت: آزادسازی حلب، تاریخ ساز خواهد بود. وی افزود: مردم حلب تاریخی جدید را به نگارش درآوردند و آنچه در حلب رخ داد به مثابه لحظه‌ای تاریخی است که جهان را تغییر خواهد داد.
در ۲۸ دسامبر ۲۰۱۶ میلادی ابوالفضل حسن‌بیگی، نایب رئیس کمیسیون امنیت ملی مجلس دهم اعلام داشت: در روزهای پایانی جنگ در حلب، تعداد زیادی از افسران امنیتی وابسته به آمریکا، اسرائیل، عربستان، ترکیه و قطر به دام نیروهای مقاومت افتادند، اما فشار برخی از کشورهای حامی گروه‌های مسلح مانع از دستگیری آنها شد.

## ساخت تصاویر جعلی
با پیشروی ارتش سوریه در حلب، برخی از مخالفان ارتش سوریه اقدام به ساخت صحنه‌ها و فیلم‌های دروغین در خصوص خونریزی‌های گسترده توسط ارتش سوریه کردند. به دنبال تولید این تصاویر ساختگی، راشاتودی با انتشار گزارشی اعلام کرد: تولید این صحنه‌های دروغین در کشور مصر صورت گرفته‌است. به دنبال انتشار این خبر، وزارت کشور مصر نیز اعلام کرد: پنج نفر در بندر پورت‌سعید به اتهام به‌کارگیری کودکان به منظور تولید تصاویر جعلی دربارهٔ حملات هوایی شهر حلب دستگیرشده‌اند. این وزارتخانه با انتشار این بیانیه، اعلام کرد: فیلم‌ساز، دستیاران وی و پدر و مادر دو کودکی که در این تصاویر جعلی از آن‌ها استفاده شده بود، بازداشت‌شده‌اند.

## اخراج افراد مسلح از شرق حلب
پس از تسلط ارتش سوریه بر حلب، در روز پنجشنبه ۲۲ دسامبر ۲۰۱۶ میلادی، آخرین گروه از افراد مسلح شامل ۱۵۰ نفر به همراه خانواده‌های خود از طریق چهار دستگاه اتوبوس از محله‌های شرقی حلب اخراج شدند. به این ترتیب این شهر پس از چهار سال کاملاً پاکسازی شد. شمار کسانی که در طول چهار سال اشغال این شهر توسط گروه‌ها در نواحی شرقی شهر حلب زندگی می‌کردند، حدود ۱۰۰ هزار نفر بود و اغلب آن‌ها غیرنظامی بودند.

## برگزاری جشن سال نو میلادی در کلیساهای مخروبهٔ حلب
در آوریل ۲۰۱۶ میلادی، گروه‌های تروریستی با حملهٔ خمپاره‌ای بخش اعظم کلیسای مریم مقدس واقع در شمال شهر حلب را تخریب کردند. از دیگر کلیساهای مشهوری که هدف حملات گروه‌های مسلح قرار گرفت می‌توان به کلیسای کومیداس اشاره کرد. به‌طور کلی، در جریان حملات تروریست‌ها به حلب، در فاصلهٔ سال‌های ۲۰۱۲ تا ۲۰۱۶ میلادی، اکثر کلیساها در حلب به ویرانه تبدیل شدند. با این وجود، تنها چند روز پس از آزاد شدن حلب، یعنی در آخرین روزهای دسامبر ۲۰۱۶ میلادی، مسیحیان ساکن در حلب توانستند مراسم جشن کریسمس را در بقایای کلیساهایی که به دست تروریست‌ها تخریب شده بود، برگزار کنند.

## گاهشمار
- خطوط تدارکاتی ارتش سوریه بین اکتبر ۲۰۱۲ تا اکتبر ۲۰۱۳ قطع شد.[۳۴][۳۵][۳۶][۳۷]
- از اواسط تا اواخر سال ۲۰۱۴، ارتش سوریه مناطق شرقی و شمال‌شرقی حلب را تصرف کرد.[۳۸][۳۹][۴۰]
- ارتش سوریه مسیر تدارکاتی شورشیان را از ترکیه در فوریهٔ ۲۰۱۶ و آخرین جاده به بخش شرقی شهر حلب در ژوئیهٔ ۲۰۱۶ را قطع می‌کند.[۴۱]
- ارتش سوریه محاصرهٔ حلب از تابستان تا پاییز سال ۲۰۱۶ را آغاز کرد،[۴۲] دو ضد حملهٔ شورشیان نیز دفع شد.[۴۳][۴۴]
- در ۱۲ دسامبر ۲۰۱۶ نیروهای ارتش سوریه کنترل ۹۸ درصد از شرق حلب را به دست گرفتند و گفته می‌شود شورشیان «نزدیک به شکست» هستند.[۴۵]
- پیروزی ارتش سوریه و متحدانش در ۱۲ دسامبر و ۱۳ دسامبر ۲۰۱۶ اعلام شد.[۴۶][۴۷][۴۸]
- از ژوئیه ۲۰۱۲ تا نوامبر ۲۰۱۶ حلب به دو قسمت بخش غربی در کنترل دولت و بخش شرقی در کنترل شورشیان تقسیم شده‌بود.[۴۹]
- سی درصد[۵۰] از میراث جهانی یونسکو در شهر باستانی حلب در این نبرد نابود شد.